# 地下党
地下党，專指处于地下状态、秘密从事活动的中国共产党组织和成员。秘密活动在中共党史等语境中，又被称为“隐蔽战线”。1921年7月23日，在中华民国北洋政府治下的上海市，中国共产党秘密举行了第一次全国代表大会。1923年在国民政府治下的广州市开始的第一次国共合作，中共中央指示中共党员以个人名义加入中国国民党，并向国民党隐瞒了部分中共党员名单。1927年国共分裂，国民政府宣布中国共产党为非法组织，处于国统区（又称白区）的中国共产党人被迫隐瞒其中共党员身份。
1927年中共八七会议之后，中共中央机关由武汉迁回上海，1931年4月中共中央政治局候补委员顾顺章被捕叛变；6月中央政治局常委会主席向忠发在上海被捕叛变。在这种情况下，王明离开上海、前往莫斯科，周恩来前往江西瑞金，在共产国际指示下，在上海成立了以博古为首的六人临时中央政治局。从1933年初，临时中央的领导人便相继离开上海、来到瑞金。这一时期中共中央机关也处于地下状态。
中共早期领导人刘少奇、周恩来、邓小平、赵紫阳都从事过地下党工作。
地下党员有的归属中共中央社会部，例如中共中央社会部西安情报站站长王超北公开身份是杨虎城部张汉民旅军需主任。而有的地下党员归属当地秘密党组织，例如崔月犁在北京解放前公开身份是医生，归属中共中央华北局城工部。
1949年的2月4日，也就是北平解放之後的第4天，在国会街北京大学四院礼堂，中共北平市委召开地下党员会师大会，「由于国会街礼堂容纳人数有限，全市3,000多名党员中有大约2,000名到会」，可见地下党规模之大。
1949年10月1日中华人民共和国成立後，许多地下党人公开了自己的身份，例如上海关勒铭金笔厂董事经理刘晓是中共中央上海局书记。而身处香港、台湾等白區的地下党仍然处于地下状态。另依據1950年《中共中央關於天主教、基督教問題的指示》文件，在陳述針對天主教及基督教工作的立場和措施時，於第七項是要求地下黨基督徒（「黨員信教者」）繼續潛伏在教會內，讓有雙重身份的「忠實可靠的黨員」繼續在內部執行任務，不需公開身份也不轉移這些地下黨的工作崗位。

## 中共中央特科
中央特科的前身是1927年5月周恩来在武汉领导中共中央军事部后成立的“特务工作处”，也叫特务科，科长顾顺章。汪精卫政变后，中央机关由武汉迁往上海。1927年秋，周恩来向中央建议成立中央特科，下设四个科：总务科负责后勤与善后；情报科负责刺探与反谍；行动科又称红队，即红色恐怖队，负责营救同志和清除叛徒；电讯科负责各种联络和培训无线电专业人员。情报科人才济济，有陈赓、李克农、钱壮飞、胡底、潘汉年等。1931年顾顺章叛变后，中央特科大改组，原来人马撤往苏区。新特科由陈云、康生和潘汉年负责，其中陈云负总责，兼总务科长。康生为副手，兼行动科长。潘汉年为情报科长。在中共中央迁入苏区，特科取消，国家政治保卫局，延续了中央特科的职能。

## 中共中央社会部
1939年2月在延安成立。

## 城市工作部
1938年，中共六届六中全会规定，在区委以上各级党委之下设立统一战线工作部。1944年6月5日，中共六届七中全会第二次会议在延安召开, 会议决定由刘少奇、彭真、陈云等14人组成城市工作委员会，彭真任主任委员。1944年7月，中央成立城市工作部。抗日战争胜利后，城工部停止工作。1946年12月16日，中共中央决定重新恢复城市工作部，周恩来兼任部长，李维汉为副部长，童小鹏任秘书长。1948年5月，李维汉升任中央城工部部长。1948年9月26日，中共中央决定将中央城市工作部改名为中央统一战线工作部，李维汉任部长。

## 地下党题材影视
- 《永不消逝的电波》
- 《潜伏》